# Virgilio Barco

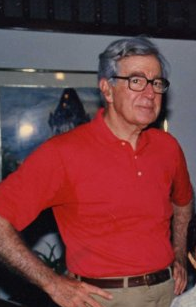
Virgilio Barco

Virgilio Barco Vargas (* 17. September 1921 in Cúcuta, Norte de Santander; † 20. Mai 1997 in Bogotá) war ein kolumbianischer Politiker. Von 1986 bis 1990 war er Staatspräsident.

## Leben
Virgilio Barco Vargas wurde in Cucutá im Gebiet Norte de Santander als Sohn wohlhabender Eltern, Jorge Enrique Barco und Julieta Vargas, geboren. Er war Enkel zweier bedeutender Generäle, einer davon war Virgilio Barco Martinez. Barco studierte Wirtschaftswissenschaften an der Universidad Nacional in Bogotá, wo er 1943 seinen Abschluss machte, und danach am Massachusetts Institute of Technology (MIT). Anschließend war er Minister für Post, öffentliche Dienste, Landwirtschaft, Finanzen. In den Jahren 1966 bis 1969 war er Bürgermeister von Bogotá, später wurde er Botschafter in London und Washington (1977) sowie Direktor der Weltbank.
Bei den Präsidentschaftswahlen am 25. Mai 1986 errang er als Kandidat der Liberalen Partei Kolumbiens im zweiten Wahlgang die absolute Mehrheit. Am 7. August 1986 übernahm er die Amtsgeschäfte von seinem Vorgänger Belisario Betancur Cuartas. Zu seiner Amtseinführung reiste der spanische Außenminister Francisco Fernández Ordóñez an.
Die von ihm genannten Prioritäten zur inneren Befriedung des seit Jahrzehnten von Guerilleros heimgesuchten Landes, der Überwindung der Armut, der hohen Arbeitslosigkeit sowie der Kampf gegen die Drogenkartelle konnte er als Präsident nicht erfüllen. Seine Amtszeit endete 1990. Danach wurde er erneut Botschafter im Vereinigten Königreich und kehrte nach der Diagnose Alzheimer und Magenkrebs nach Kolumbien zurück, wo er am 20. Mai 1997 verstarb.
Virgilio Barco Vargas war seit 1950 mit der Nordamerikanerin Carolina Isakson Proctor verheiratet. Aus dieser Ehe gingen die Töchter Carolina, Julia und Diana Barco Isakson und ein Sohn Virgilio Barco Isakson hervor. Seine älteste Tochter Carolina Barco war Außenministerin Kolumbiens unter der Regierung Álvaro Uribe.